# Sennans IF
Sennans IF är en fotbollsförening i Sennan, Halmstad. Sennans IF bildades 1934 och har i dag två anläggningar, i Sennan och i Åled. Klubben har idag ett A-lag i division 6, sex ungdomslag och fotbollsskola.